# Alokacija resursa
Alokacija resursa, u ekonomiji naziv za razdiobu resursa odgovarajućim namjenama. Može se odvijati uz veće ili manje upletanje nekog tijela poput države. Tržište može biti dobar alokator, ali ne uvijek i državna je regulativa uvijek neophodna.
Da bi se resursi učinkovito alocirali na tržištu, potrebna je konkurentnost tržišta faktora proizvodnje i proizvoda, što je osigurano kada ne postoje prepreke ulasku na tržište i kada potrošači i proizvođači raspolažu potpunim informacijama, ali to je savršeno tržište koje ne postoji. Da bi se osigurali ovi uvjeti, potrebna je državna regulativa. Konkurencija može biti neučinkovita zbog opadajućih troškova proizvodnje pa je i tada potrebna državna regulativa. Državna regulativa pruža zaštitu i zakonsku prisilu čime se štiti ugovorne aranžmane nužne za funkcioniranje tržišta. Postoje određena dobra koje tržište ne osigurava u potrebnoj količini, čak i uz osiguranu zakonsku regulativu i uklonjene prepreke konkurenciji. Tu se javlja problem vanjskih učinaka (eksternalija) koje se ispravlja politikom javnog sektora, tj. subvencioniranjem, diskriminacijskim oporezivanjem ili proračunskim zadovoljavanjem. Postoje javna dobra koja bi privatni poduzetnici mogli proizvoditi, jer svi ih trebaju, ali je problem naplata. Primjer je javna rasvjeta ili obrana zelje. Ne žele preuzeti proizvodnju takvih dobara jer ne može izvršiti njihovu naplatu, niti isključiti neplatiše iz proizvodnje. Problem rješava država može oporezivanjem privrede i građana, tj. potencijalnih korisnika javnih dobara, čime neizravno naplaćuje korištenje pa se ona brine o proizvodnji javnih dobara. Kvazi javna dobra su zdravstvo, školstvo ili stanovi za siromašne koje danas osigurava država, mogli bi se osiguravati privatnim poduzetništvom. Država ova javna dobra proizvodi budući da drži da bi privatnička ponuda tih dobara od bila neadekvatna količinom ili kvalitetom. Tržište je neučinkovito, jer bi podcijenilo potražnju i tako formiralo nedovoljnu ponudu javnih dobara, odnosno alokacija resursa ne bi bila optimalna te su javna dobra u tržišnom smislu nedjelotvorna. Zbog toga je tada potrebna državna intervencija.
Tržištu je potrebno prepustiti alokaciju resursa jer ono to radi najracionalnije i može najbolje odgovoriti na temeljno pitanje ekonomije, a to je što, kako i za koga proizvoditi'. Međutim, najbolji je alokator resursa tek ako je osigurana savršena konkurencija, što je veoma teško stvoriti. Bez obzira na nemogućnost stvaranja savršene konkurencije, tržište je ipak, u većini slučajeva, prihvatljivi mehanizam alokacije resursa. U ostalim situacijama stupaju u igru javne financije.
Upravljanje resursima u organizacijskim znanostima bavi se alokacijom. Neoklasična škola u ekonomiji polazi od temeljne ideje da su predmet ekonomske znanosti rijetka dobra ili resursi za koje je izrazito važno njihovo efikasno korištenje i optimalna alokacija.  
Leonid Hurwicz je 2007. dobio Nobelovu nagradu koju je podijelio s Ericom Maskinom i Rogerom Myersonom, koji su njegovo djelo rafinirali u tehnikama nesavršenih tržišta. Njihovo djelo se koristi kako bi se pronašla najefikasnija metoda alokacije resursa s obzirom na postojeće informacije.